# 塞罗兰迪亚
塞罗兰迪亚（葡萄牙語：Serrolândia）是巴西巴伊亚州的一个市镇。总面积373.762平方公里，总人口12085人，人口密度32.3人/平方公里。